# Селце Кеч
Селце Кеч (на македонска литературна норма: Селце Кеч; на албански: Sellca e Keqe, в превод Лошо селце) е село в Северна Македония, в община Боговине.

## География
Селото е разположено в областта Горни Полог в източните поли на Шар.

## История
Според Афанасий Селишчев в 1929 година Селце Кеч е село в Бървенишка община (с център в Жеровяне) в Долноположкия срез и има 41 къщи с 203 жители албанци.
Според преброяването от 2002 година селото има 212 жители.
| Националност | Всичко |
| македонци    | 0      |
| албанци      | 211    |
| турци        | 0      |
| роми         | 0      |
| власи        | 0      |
| сърби        | 0      |
| бошняци      | 0      |
| други        | 1      |